# LXXII Liceum Ogólnokształcące im. gen. Jakuba Jasińskiego w Warszawie
LXXII Liceum Ogólnokształcące im. gen. Jakuba Jasińskiego w Warszawie, zwyczajowo nazywane Jasinem lub Jaśkiem – liceum ogólnokształcące znajdujące się przy ul. Grochowskiej 346/348 w Warszawie . 

## Historia szkoły
Szkoła powstała 14 kwietnia 1921 r. jako IV Miejskie Gimnazjum Męskie. Pierwszą siedzibą szkoły była kamienica przy ul. Szerokiej (obecnie ul. ks. Ignacego Kłopotowskiego) nr 5. W 1932 r. rozpoczyna się budowa nowego budynku przy ul. Skaryszewskiej 8, do której szkoła przeniosła się w 1934.
4 listopada 1935 r. placówka otrzymała imię Jakuba Jasińskiego – żołnierza, patrioty, poety.
Po kapitulacji Warszawy w dniach od 3–15 października 1939 uczniowie pomagali usunąć zniszczenia i nastąpiło wznowienie zajęć szkolnych. W latach 1940–1943 maturę uzyskało 90 osób. Uczniowie oprócz nauki, brali udział w walce o wyzwolenie ojczyzny, najpierw w podziemnej walce z okupantem, a potem w powstaniu warszawskim.
Po wyzwoleniu Pragi w dniach 10–14 września 1944 r. (lewobrzeżna Warszawa była dopiero wolna 17 stycznia 1945 r.) zaczyna się myśleć o reaktywowaniu szkoły. 1 grudnia 1944 razem z chłopcami naukę rozpoczęły także dziewczęta. Pierwszą powojenną siedzibą szkoły było kilka pomieszczeń czynszowej kamienicy przy ul. Grochowskiej 255. 
5 października 1991 w Zalesiu Górnym na zjeździe absolwentów b. IV Miejskiego Gimnazjum i Liceum Ogólnokształcącego im. gen. Jakuba Jasińskiego podjęto uchwałę o nadaniu imienia gen. Jakuba Jasińskiego jednej z najlepszych szkół średnich na Pradze-Południe. Prośba została skierowana do kuratorium Okręgu Szkolnego w m.st. Warszawie. 24 lutego 1992 dyrekcja, rada pedagogiczna, rada szkoły, komitet rodzicielski i samorząd uczniowski LXXII Liceum Ogólnokształcącego zwróciły się ze wspólnym wnioskiem do kuratorium oświaty o nadanie szkole imienia generała Jakuba Jasińskiego. Jednocześnie powiadomiono o zawartym porozumieniu z przedstawicielami Koła Wychowanków byłego IV Miejskiego Gimnazjum i Liceum Ogólnokształcącego im. gen. Jakuba Jasińskiego w tej sprawie i terminie planowanej uroczystości nadania imienia. Uroczystość nadania imienia gen. Jakuba Jasińskiego LXXII Liceum Ogólnokształcącemu odbyła się 4 listopada 1992. W 200 rocznicę śmierci patrona szkoła otrzymała sztandar.
16 listopada 2006 r. w szkole odbyła się wielka gala z okazji 15-lecia szkoły. W roku szkolnym 2007/2008 wprowadzone zostały do szkoły obowiązkowe stroje dla uczniów, tzw. „mundurki”.
W szkole działa koło przyrodnicze, chemiczne, historyczne, klub dyskusyjny, Szkolny Klub Sportowy (siatkówka, koszykówka i piłka nożna).
Szkoła prowadzi również regularne wymiany ze szkołą Friedrich-List-Schule z Niemiec (Ulm). Od stycznia 2006 r. rozpoczęta została współpraca z V Liceum językowym w Astanie (Kazachstan). Na wrzesień 2008 r. zaplanowano współpracę z litewską szkołą Vilniaus Lazdynu Vidurinē Mokykla.
Na terenie placówki odbywają się finały takich konkursów jak Konkursu Recytatorskiego Poezji Patriotycznej i Obywatelskiej im. gen. Jakuba Jasińskiego, konkursu „Ocalić od Zapomnienia”, szkoła współorganizuje Bieg Niepodległości w parku Skaryszewskim. Przy szkole działają zespoły teatralne „Paradox” (uczniowie) i „Parabuch” (absolwenci).
Szkoła obchodzi swoje święto 4 listopada w rocznicę śmierci patrona szkoły, wtedy uczniowie, nauczyciele i byli wychowankowie udają się do pobliskiej konkatedry Matki Bożej Zwycięskiej na nabożeństwo okolicznościowe.

### Dyrektorzy
- Ryszard Raczyński (1991–1995),
- Małgorzata Kończyk-Tokarska (1995–2004),
- Włodzimierz Buze (2004–2005),
- Bożena Kozak (od 2005).